# Кестамбол (вилает Одрин)
Кестамбол (на турски: Yağmurca) е село в Източна Тракия, Турция, Вилает Одрин. Околия Узункьопрю.

## География
Селото се намира на 24 км югоизточно от Узункьопрю.

## История
Селото е основано след Руско-турската война 1878 г., от помаци, преселници от село Горник, Червенбрежко.
Според статистиката на професор Любомир Милетич в 1912 година в селото живеят помаци, без по-подробна информация за жителите му.